# Anikó
Anikó [ˈɒnikoː] ist ein ungarischer weiblicher Vorname und stellt eine Variante des weiblichen Vornamens Anna dar.

## Bekannte Namensträgerinnen
- Anikó Cirjenics-Kovacsics (* 1991), ungarische Handballspielerin
- Anikó Kálovics (* 1977), ungarische Langstreckenläuferin
- Anikó Kanthak (* 1979), deutsche Sängerin
- Anikó Glogowski-Merten (* 1982), deutsche Politikerin (FDP)
- Anikó Nagy (* 1970), ungarische Handballspielerin